# Nola Anderson Haynes
Nola Anderson Haynes (* 9. Januar 1897 in Linn County, Missouri; † 21. Dezember 1996) war eine US-amerikanische Mathematikerin und Hochschullehrerin.

## Leben und Werk
Nola Anderson wurde 1897 auf einer Farm als eines von vier Kindern geboren. Nachdem sie 1922 ihren Bachelor-Abschluss gemacht hatte, unterrichtete sie zwei Jahre lang an der High School und nahm dann eine Stelle als Mathematiklehrerin am Central College for Women in Lexington an. Sie kehrte für ihren Master an die University of Missouri, Columbia, zurück. Sie promovierte 1929 bei Louis Ingold (1872–1935) mit der Dissertation An Extension of Maschke's Symbolism im Hauptfach Mathematik mit Nebenfach Astronomie. Anschließend unterrichtete sie in der Mathematikabteilung, wo zu der Zeit nur wenige Frauen lehrten. Von 1946 bis zu ihrer Pensionierung 1967 lehrte sie als Associate Professor an der University of Missouri. Sie war Autorin von drei Artikeln über ihre Forschungen in der Geometrie: Eine Erweiterung von Maschke's Symbolismus im American Journal of Mathematics, 1929; The Trigonometry of Hyperspace in The American Mathematical Monthly, 1929 und 1936 Normals to a Space Vn in Hyperspace im Bulletin of the American Mathematical Society. Zum Gedenken an ihren verstorbenen Ehemann, der viele Jahre lang Vorsitzender der Astronomieabteilung war, gründete sie den Eli Stuart Haynes und des Nola Anderson Haynes Stipendienfonds. 1995 zeichneten sie das Institut für Mathematik und das College of Arts & Science mit dem ersten Silver Chalk Award aus.

## Mitgliedschaften
- President League of Women Voters, Columbia, 1939–1941
- National Society Colonial Dames American (Role of Honor award 1980)
- Sigma Xi
- Pi Lambda Theta
- Pi Mu Epsilon